# 消失点

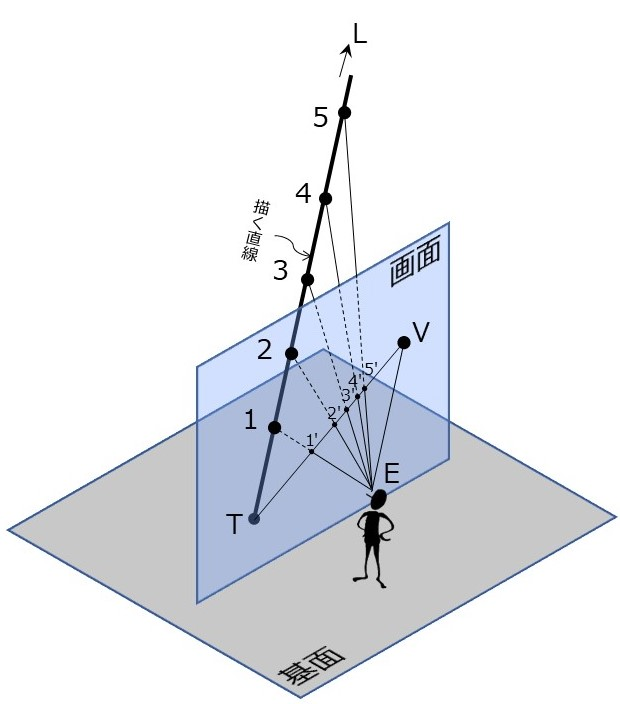
図1-1

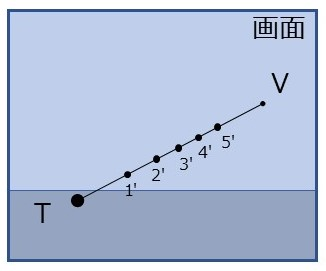
図1-2

消失点（しょうしつてん、英: vanishing point, VP）とは、透視投影（線遠近法）において、視点を通り、描く直線と平行な直線が投影面と交わる点である。消点（しょうてん）とも。

## 消失点の特性
（以降の説明で「画面」と「投影面」は同義である。）
図1-1のように直線TLの透視図を描く場合を考える。Tは直線が画面と交わる点、Lは無限遠点である。
TL上の点1に向けた視線（点1と視点Ｅを結ぶ直線）が画面と交わる点1’は1の透視図である。1の隣に2、3、4・・・をとれば、2’、3’、4’・・・がそれぞれの透視図である。無限遠点Lの透視図は、視点Ｅを通り、ＴＬと平行な直線が画面と交わる点Ｖであり、Vを直線TLの消失点と呼ぶ。（図1-2）
したがって、互いに平行な直線群の消失点は、それぞれひとつの点（V1、V2、・・・）になる。（図2-1、2-2） 画面と平行な直線群には消失点がない。

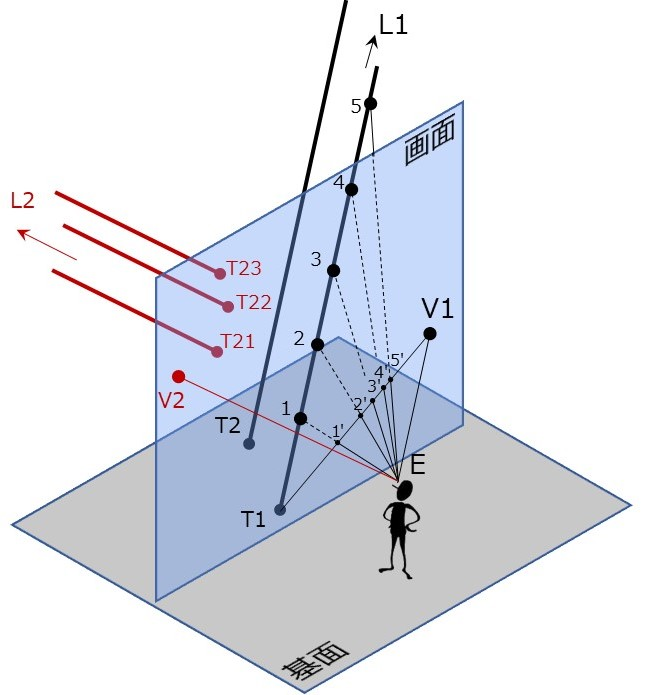
図2-1

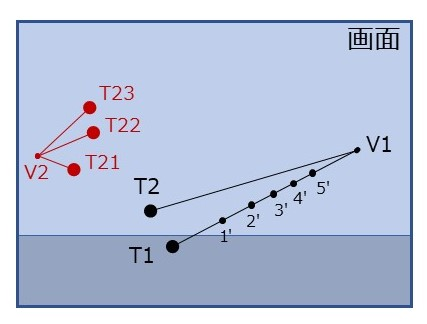
図2-2

透視図で描く対象は建築物のように、概ね直方体かその組み合わせで、鉛直線を含むものが多い。画面も鉛直面にすることが一般的である。この場合、柱のような鉛直線は画面と平行なので消失点がなく、透視図上では平行な直線群として描かれる。 しかし図3-1のように画面を鉛直面から傾けると、柱にも消失点（V3）ができる。（図3-2）

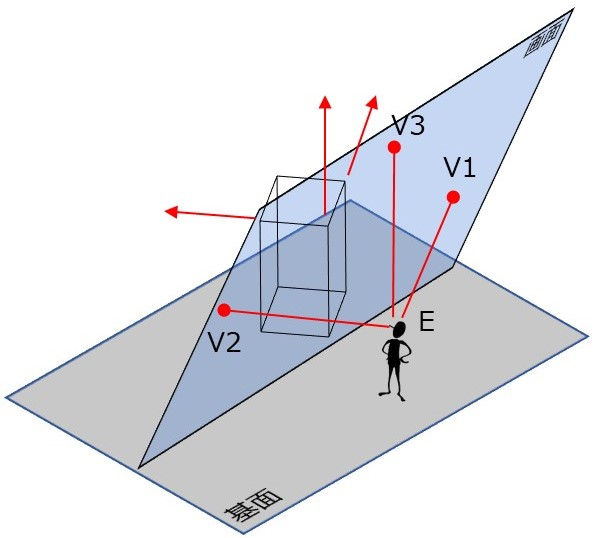
図3-1

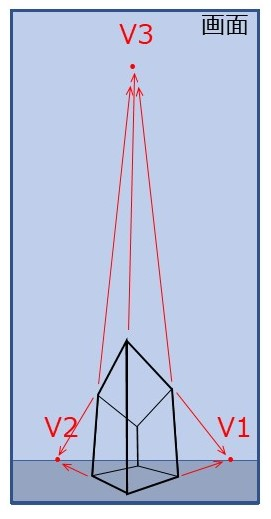
図3-2

建築物などの完成予想図（パース）や竣工写真では、このような表現は柱が傾いて不自然だとして避けられることがある。 ただし見下ろす構図では、画面を傾けても不自然さを感じないこともあるという。

## 消失線
描く平面に平行で、視点を通る平面が画面と交わる線を消失線と呼ぶ。基面の消失線は地平線である。

## 消失点の例

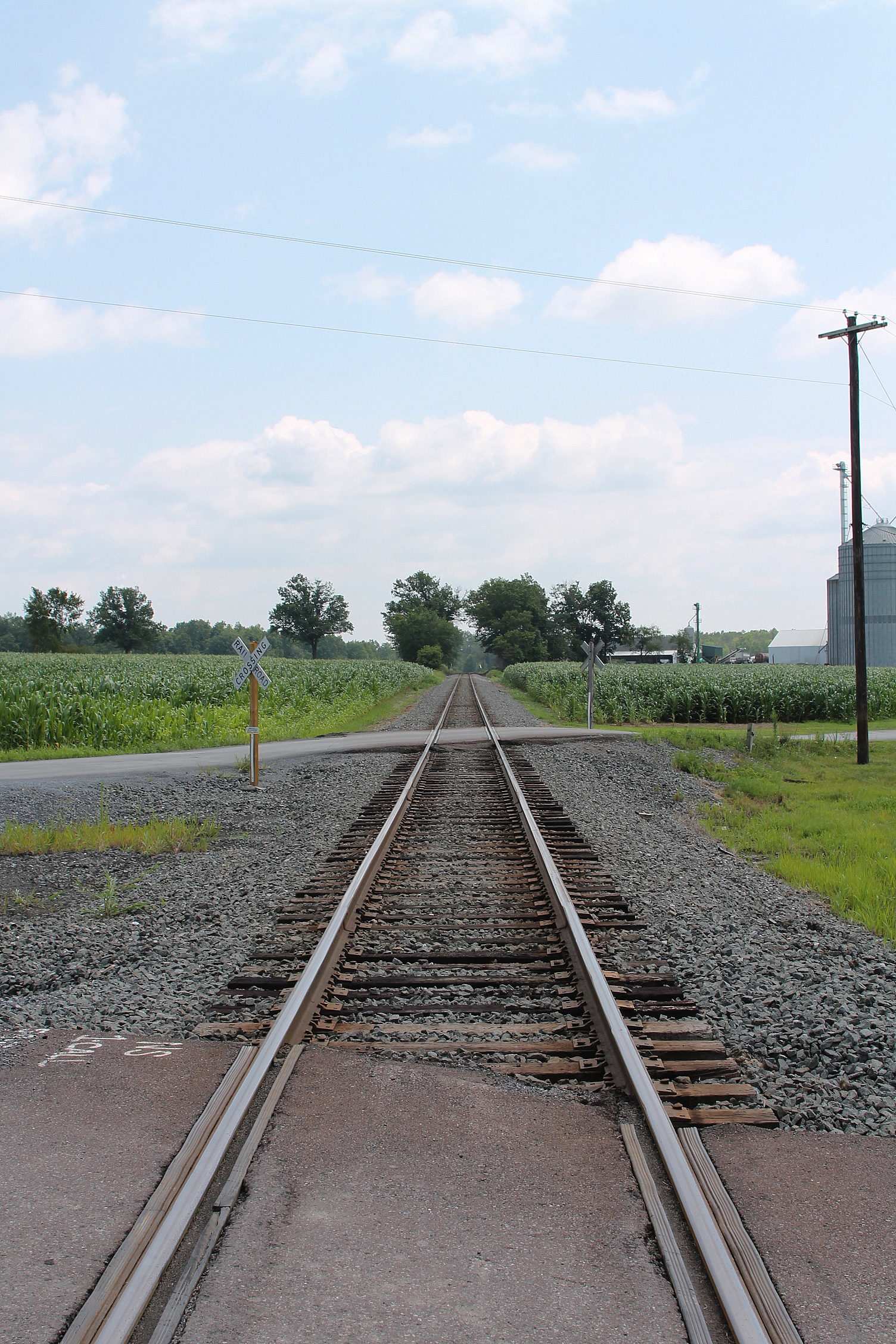
この鉄道の遠端に消失点が見られます。
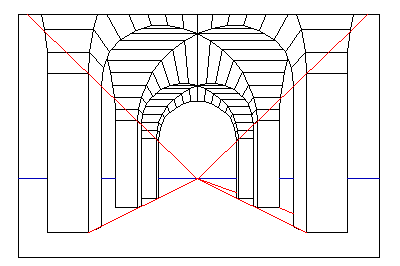
一点透視投影
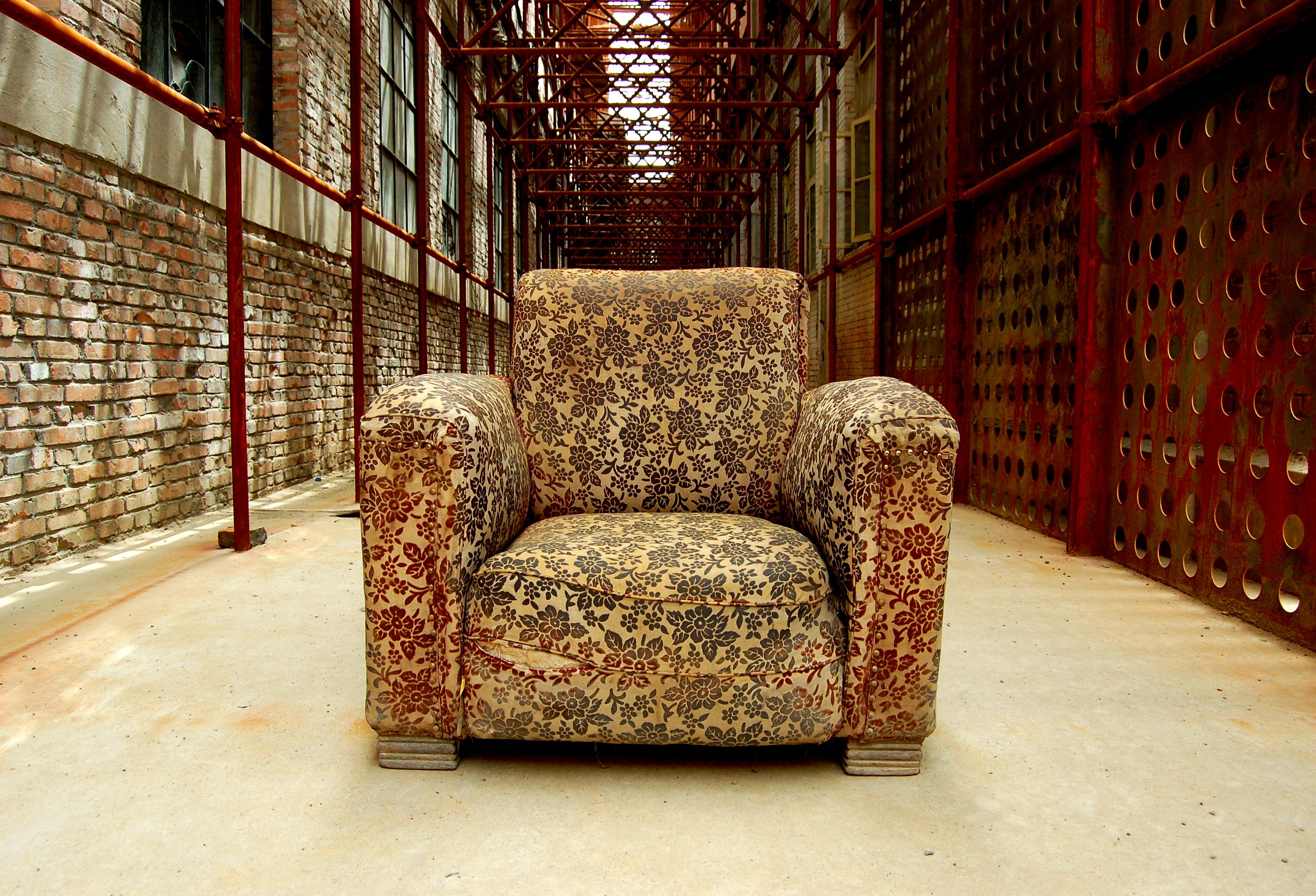
写真における一点透視法
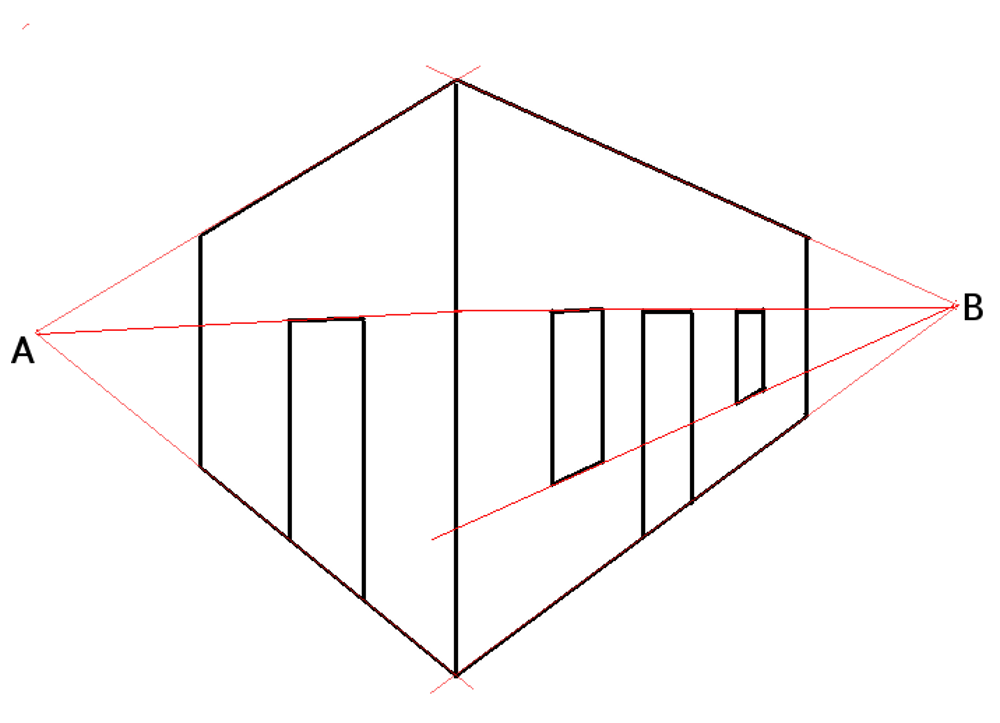
二点透視投影
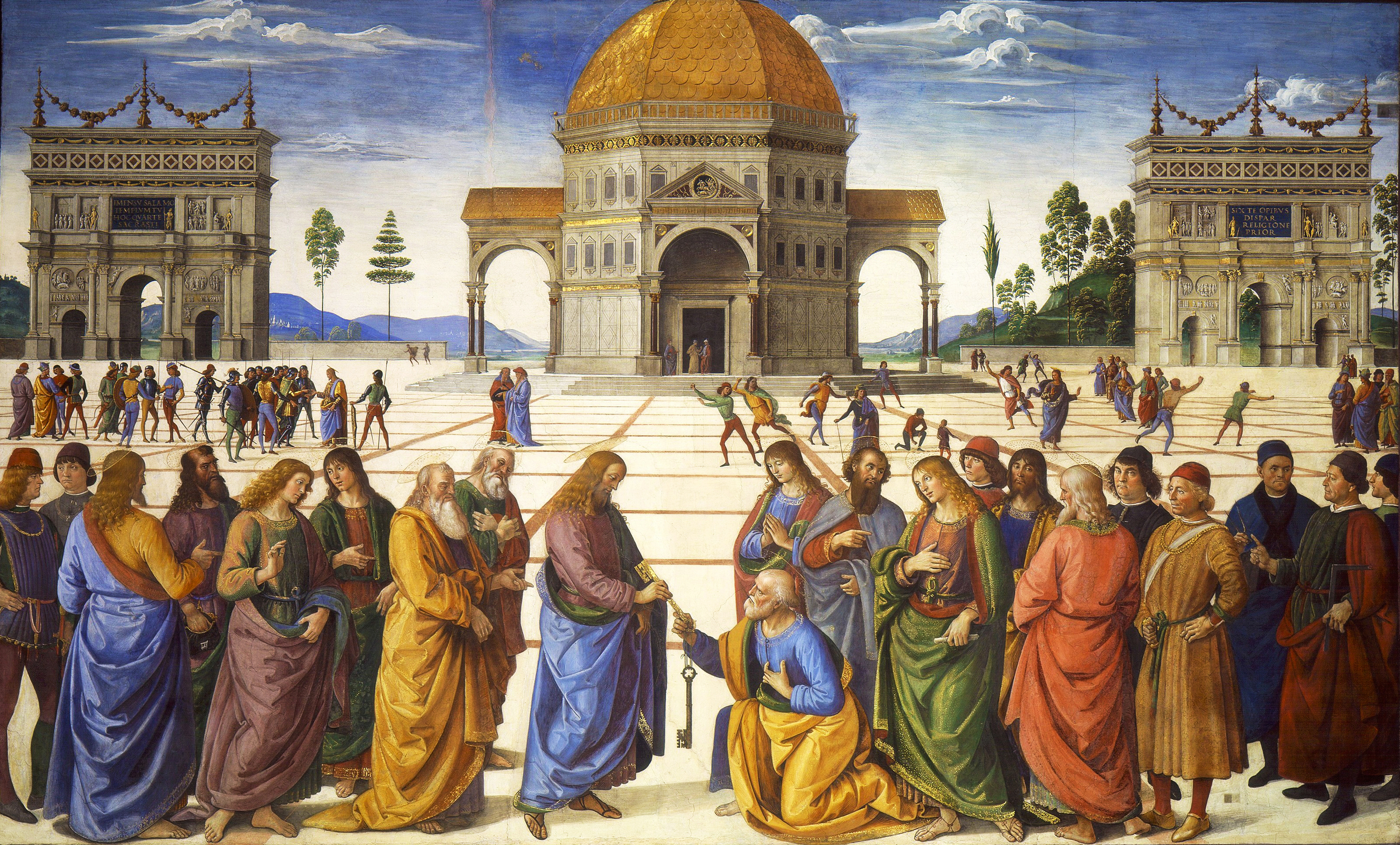
ピエトロ・ペルジーノが《聖ペテロへの天国の鍵の授与》（システィーナ礼拝堂・1481年から1482年）で透視図法を用いたことは、ローマにルネサンスをもたらす助けとなった。